# Myrmechixenus subterraneus
Myrmechixenus subterraneus är en skalbaggsart som beskrevs av Louis Alexandre Auguste Chevrolat 1835. Myrmechixenus subterraneus ingår i släktet Myrmechixenus, och familjen svartbaggar. Arten är reproducerande i Sverige.